# (14995) Archytas
(14995) Archytas (1997 VY1) – planetoida z pasa głównego asteroid okrążająca Słońce w ciągu 5,39 lat w średniej odległości 3,07 j.a. Odkryta 5 listopada 1997 roku.